# Clímax (figura de estilo)
A figura de estilo conhecida como clímax, ou "gradação ascendente", consiste na enumeração de uma sequência de ideias em andamento crescente. Há, contudo, autores que consideram que clímax ou gradação são o mesmo (incluindo, neste caso, também a gradação descendente, também designada por alguns autores como anticlímax).
Um exemplo é dado neste excerto de Cecília Meireles:
"Por mais que me procure, antes de tudo ser feito,
eu era amor. Só isso encontro.
Caminho, navego, vôo,
sempre amor (…)"
Na Primeira Epístola aos Coríntios de Paulo de Tarso, capítulo 13, versículo 7, onde se diz "[O Amor] tudo sofre, tudo crê, tudo espera, tudo suporta", essa gradação é evidente: perante a dúvida e o sofrimento, o Amor aceita tudo, em primeiro lugar graças à crença, depois graças à esperança e, finalmente, graças à força própria desta virtude. Esta ideia é reforçada no final desta mesma famosa passagem bíblica (versículo 13), onde a palavra clímax aparece na sua aceção original em grego (klimax = o maior): "Agora, pois, permanecem a Fé, a Esperança, o Amor, estes três; mas o maior destes é o Amor".